# ولاية قرمان
وِلَايَةُ قَرَمَان من ولايات تركيا. عاصمتها مدينة قرمان تبلغ مساحتها 8,816 كم2 ويبلغ عدد سكانها 243,210 نسمة كما يبلغ معدل الكثافة السكانية 27/كم2 تقع في جنوب تركيا.